# Cariniana pyriformis
Cariniana pyriformis är en tvåhjärtbladig växtart som beskrevs av John Miers. Cariniana pyriformis ingår i släktet Cariniana och familjen Lecythidaceae. IUCN kategoriserar arten globalt som nära hotad. Inga underarter finns listade i Catalogue of Life.